# دانشگاه آمستردام
دانشگاه آمستردام (به هلندی: University of Amsterdam) یک دانشگاه در هلند است.
دانشگاه آمستردام بر اساس رتبه بندی دانشگاهی  QS World Rankings یکی از معتبر ترین دانشگاه های جهان شناخته شده است.

## نگارخانه

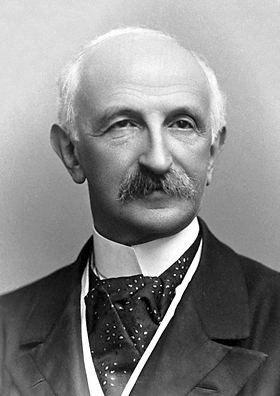
توبیاس آسر، ۱۹۱۱ جایزه صلح نوبل
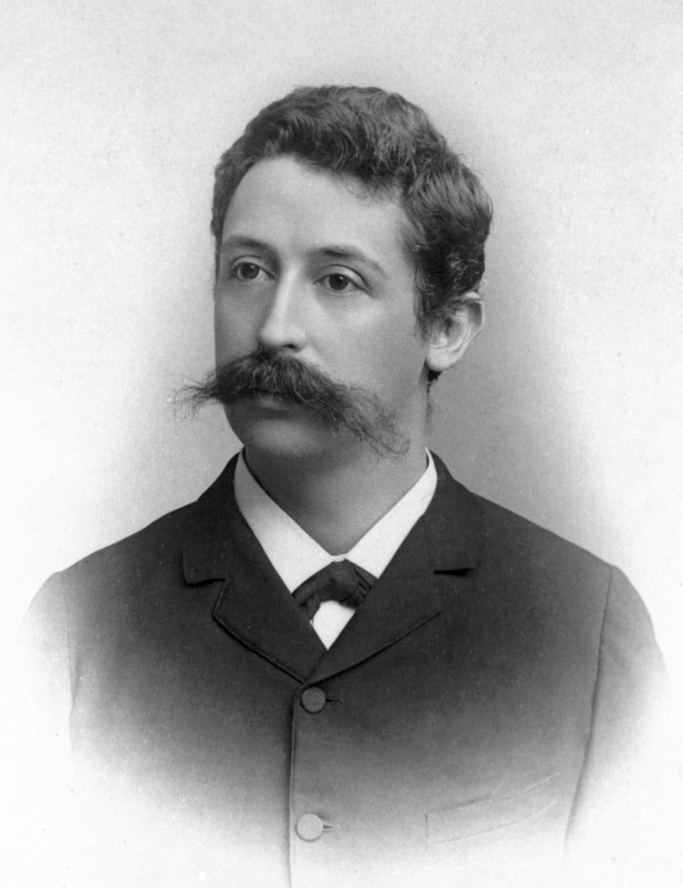
کریستین ایجکمن، ۱۹۲۹ جایزه نوبل فیزیولوژی و پزشکی
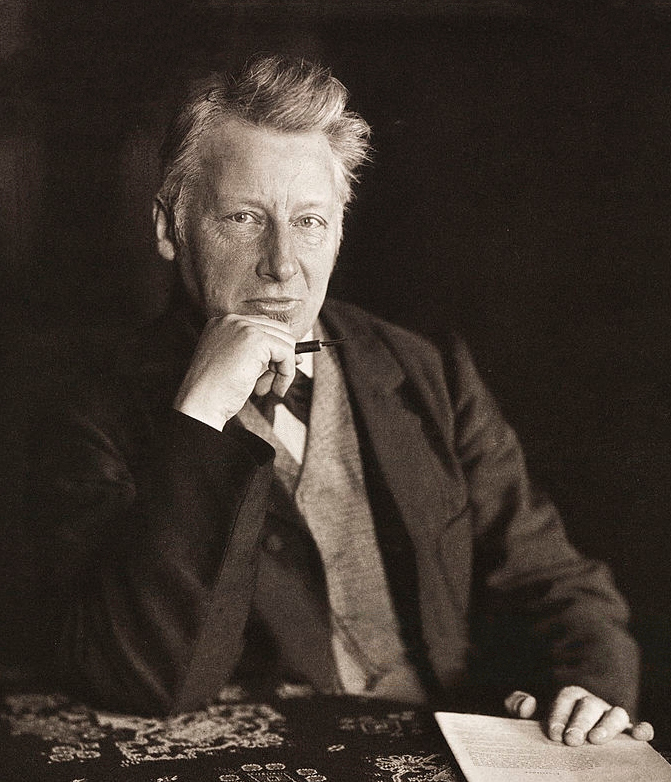
یاکوبوس هنریکوس وانت‌هوف، ۱۹۰۱ جایزه نوبل شیمی
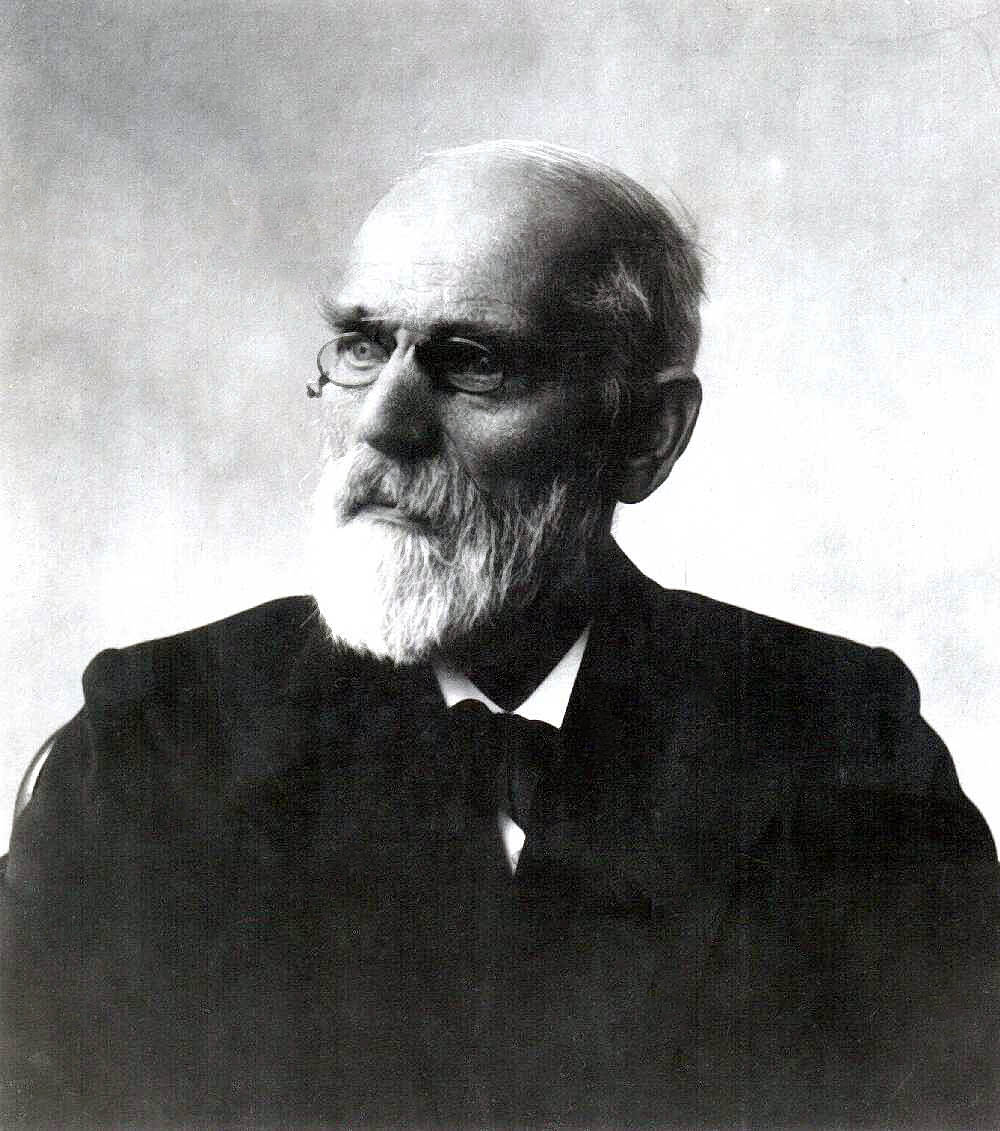
یوهان دیدریک وان در والس، ۱۹۱۰ جایزه نوبل فیزیک
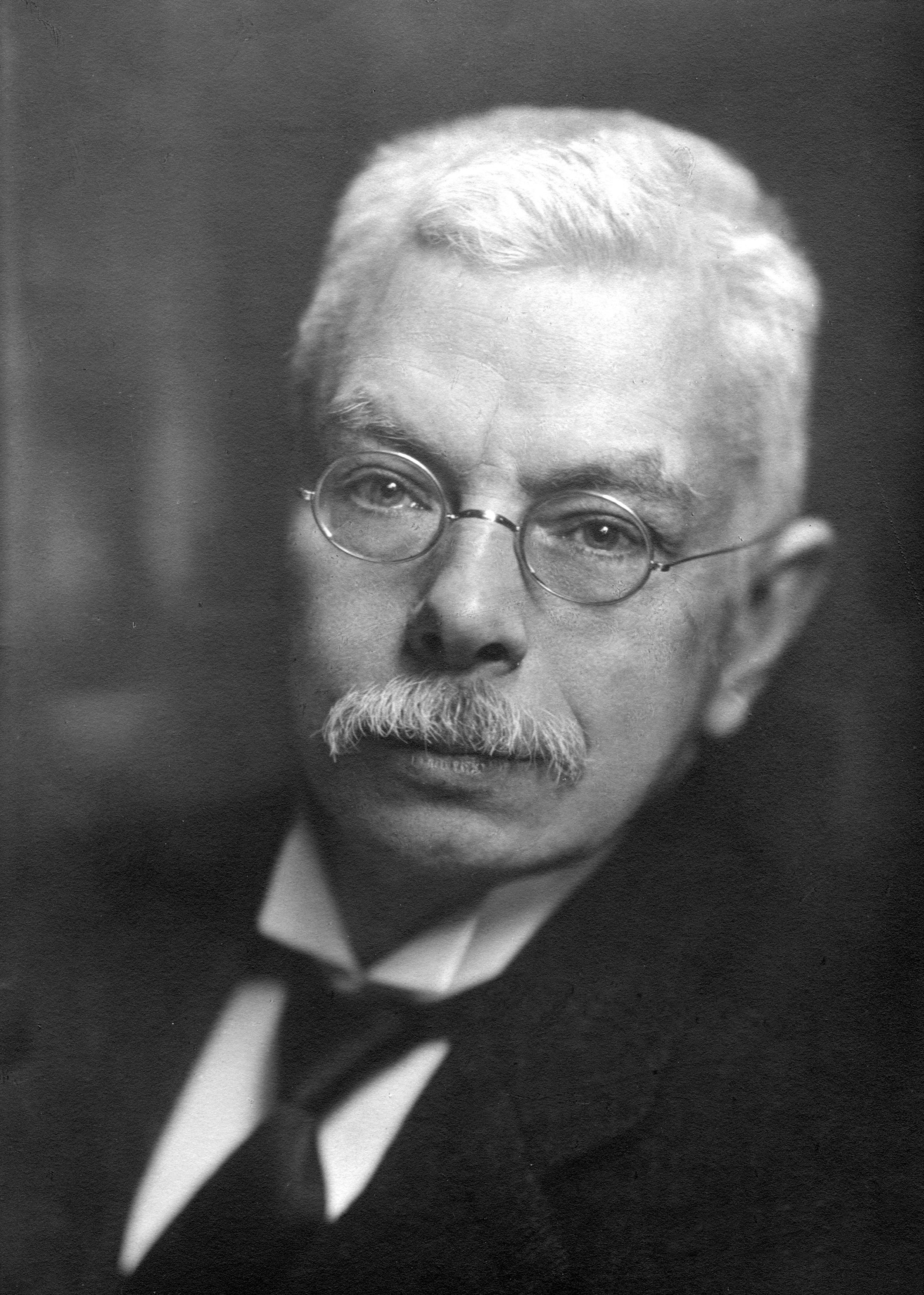
پیتر زیمان، ۱۹۰۲ جایزه نوبل فیزیک
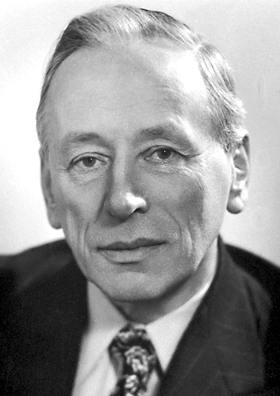
فریتز زرنیکه، ۱۹۵۳ جایزه نوبل فیزیک